# 甲賀三郎 (作家)
甲賀三郎（日语：／，1893年10月5日—1945年2月14日），日本小說家、作家、推理作家、戲曲作家。本名春田能為。代表作是《支倉事件》。

## 略歷
滋賀縣蒲生郡日野町出身。中學時代投稿至《萬朝報》等報章雜誌，曾獲得刊登。大正7年（1918年），畢業於東京帝國大學工学部。大正9年（1920年），任職於農商務省「臨時窒素研究所」，在職中以筆名「甲賀三郎」投稿《真珠塔的秘密》至《新趣味》雜誌，以一等入選。大正13年（1924年），在《新青年》發表第二作《琥珀煙斗》。昭和3年（1928年），成為專業作家。昭和9年（1934年），和大眾文藝作家本山荻舟、田中貢太郎、平山蘆江訪問台灣。作為本格派推理作家，和江戶川亂步一同活躍在創作推理小說的黎明期。

## 著作
- 『強盗殺人實話』平凡社、1929年
- 『幽靈犯人』平凡社、1930年
- 『盲目之目撃者』新潮社、1931年
- 『血液型殺人事件』ぷろふいる社、1935年
- 『支倉事件』春陽堂書店、1956年
- 『菰田村事件』東方社、1957年

等

## 關連項目
- 水口藩

## 外部連結
- 作家別作品リスト：No.260 - 甲賀 三郎 （页面存档备份，存于）